# Michael A. Stackpole
Michael Austin Stackpole, född 27 november 1957, är en amerikansk författare som i huvudsak skrivit i genrarna science fiction och fantasy. Han har inte översatts till svenska men har skrivit en bok baserat på den svenskutvecklade rollspelsvärlden från Mutant Chronicles.

## Romaner

### DragonCrown War
Published by Bantam Books.
- 2000 The Dark Glory War
- 2001 Fortress Draconis
- 2002 When Dragons Rage
- 2003 The Grand Crusade

### Age of Discovery
Publicerade av Bantam Books.
- 2005 A Secret Atlas
- 2006 Cartomancy
- 2007 The New World

### The Crown Colonies
Publicerade av Night Shade Books.
- 2010 At The Queen's Command.
- 2011 Of Limited Loyalty.
- 2012 Ungrateful Rabble.

### Homeland Security Services
- 2011 Perfectly Invisible

### World of Warcraft
- 2013 Vol'jin: Shadows of the Horde

### BattleTech
Warrior Trilogy
- 1988 Warrior: En Garde  (FASA, ROC reprint)
- 1988 Warrior: Riposte  (FASA, ROC reprint)
- 1989 Warrior: Coupé  (FASA, ROC reprint)

Blood of Kerensky Trilogy
- 1989 Lethal Heritage  (FASA, ROC reprint)
- 1990 Blood Legacy  (FASA, ROC reprint)
- 1991 Lost Destiny  (FASA, ROC reprint)

Other BattleTech Spine Novels
- 1992 Natural Selection  (ROC)
- 1993 Assumption of Risk (ROC)
- 1994 Bred For War  (ROC)
- 1996 Malicious Intent  (ROC)
- 1997 Grave Covenant  (ROC) - Twilight of the Clans series #2
- 1998 Prince of Havoc (ROC) - Twilight of the Clans series #7

Mechwarrior - Dark Age setting
- 2002 Ghost War (ROC/WizKids)
- 2007 Masters of War (ROC/WizKids)

### Star Wars (Stjärnornas krig
- 1996 X-Wing: Rogue Squadron  (Bantam Books)
- 1996 X-Wing: Wedge's Gamble  (Bantam Books)
- 1996 X-Wing: The Krytos Trap (Bantam Books)
- 1997 X-Wing: The Bacta War  (Bantam Books)
- 1998 I, Jedi (Bantam Books)
- 1999 X-Wing: Isard's Revenge (Bantam Books)
- 2000 The New Jedi Order - Dark Tide I: Onslaught (Del Rey Books)
- 2000 The New Jedi Order - Dark Tide II: Ruin (Del Rey Books)

### Dark Conspiracy
Publicerade av Game Designers' Workshop (GDW).
- 1991 A Gathering Evil
- 1991 Evil Ascendin
- 1992 Evil Triumphant

### Övrigt
- 1994 Once a Hero  (Bantam Books)
- 1994 Dementia  (Roc/Target)
- 1997 Talion: Revenant  (Bantam Books)
- 1997 A Hero Born  (HarperPrism)
- 1998 An Enemy Reborn (HarperPrism)
- 1998 Wolf and Raven (Roc/FASA)
- 1998 Eyes of Silver (Bantam Books)
- 2010 In Hero Years I'm Dead (Stormwolf.com)
- 2011 Conan the Barbarian (Berkley Books)